# Anna Ostlender
Anna Ostlender (Ulm, 25 april 2002) is een Duits langebaanschaatsster.
Op elfjarige leeftijd verhuisde Ostlender naar Erfurt, om dichter bij trainingsfaciliteiten voor schaatsen te zijn.
Op de Olympische Jeugdwinterspelen in Lausanne in 2020 startte Ostlender op de 500 meter, team sprint, 1500 meter en de massastart.
In 2021 startte Ostlender op de wereldkampioenschappen schaatsen afstanden 2021 op de 500 en 1000 meter.

## Records

### Persoonlijke records[6]
| Afstand    | Tijd    | Datum           | Baan      |
| ---------- | ------- | --------------- | --------- |
| 500 meter  | 38,33   | 2 februari 2025 | Milwaukee |
| 1000 meter | 1.14,90 | 24 januari 2025 | Calgary   |
| 1500 meter | 2.00,16 | 27 oktober 2024 | Inzell    |
| 3000 meter | 4.25,58 | 28 juli 2023    | Inzell    |

## Resultaten
| Jaar | WK Sprint                | WK Afstanden                      | WK Junioren                       |
| ---- | ------------------------ | --------------------------------- | --------------------------------- |
| 2019 |                          |                                   | 23e 500m 28e 1000m 13e massastart |
| 2020 |                          |                                   | 49e 500m 8e 1000m 20e massastart  |
| 2021 |                          | 20e 500m 24e 1000m                |                                   |
|      |                          |                                   |                                   |
| 2023 |                          | 7e teamsprint                     |                                   |
| 2024 | 13e (15e, 16e, 19e, 16e) |                                   |                                   |
| 2025 |                          | 19e 500m 20e 1000m DNF teamsprint |                                   |